# JR貨物EH500形電気機関車
EH500形電気機関車（イーエイチ500がたでんききかんしゃ）は、日本貨物鉄道（JR貨物）の三電源方式交流直流両用電気機関車。
公式な愛称はEF210形の「ECO-POWER 桃太郎」と対をなす形で「ECO-POWER 金太郎」とされており、車体にロゴマークが描かれる。EF210と異なりマサカリを構えた金太郎のイラストまで入れられているが、その後EF210にも桃太郎のイラストがペイントされるようになった。「キンタ」「金太郎」とも呼ばれる。

## 概要
本形式は、日本国有鉄道（国鉄）時代に製造され、東海道本線で使用されたEH10形以来となる2車体連結・主電動機軸8軸使用のH級機である。
従来、首都圏 - 函館・五稜郭間は1000t貨物列車が運行され、 直流機（EF65単機） - 交流機（ED75：重連または単機）- 青函用交流機（ED79：重連）と機関車の付け替えがあり、到達時間にロスが生じていた。これを解消してJR貨物の保有機関車数を削減するとともに、東北地方のED75形電気機関車や津軽海峡線のED79形電気機関車老朽取替え用として開発・製造された。その後、2016年3月の北海道新幹線延伸に伴い青函トンネルが新幹線対応の交流25,000Vに昇圧されたことから、同区間はEH800形に譲り、運転区間は青森までに短縮された。
新世代の交直流電気機関車をめぐっては、1990年に川崎重工業・三菱電機がEF500形電気機関車、1992年に日立製作所がED500形電気機関車を提案して試験を行ったがJR貨物の要求と合致せず、東芝が当機で受注を獲得した。以後、東芝は当機を大量生産しただけでなく、当機をベースにEH200形直流電気機関車・EH800形交流電気機関車を開発した。一方、川崎・三菱グループはEF510形交直流電気機関車を開発するが、日立は電気機関車事業自体から撤退することとなった。

## 構造
ここでは量産車について述べる。901号機（試作機）については#試作機（901号機）を参照のこと。

### 車体
東北本線の国見峠および十三本木峠の急勾配と青函トンネルの連続勾配を走行するため、軸重を増大させずに高い粘着性を確保する必要があったことから、2車体永久固定方式のH型機関車となった。

### 走行機器
交流区間では交流20000Vを、直流区間では直流1,500Vをそれぞれ主変圧器から主変換装置を介して交流誘導電動機を駆動している。主変換装置1台で2台の主電動機を制御する1C2M方式を採用しており、これを4基搭載して台車単位での制御を可能としている。
主変圧器（FTM3）は送油風冷式を採用。2,598kVAの容量を備え、1両あたり2基搭載する。
主変換装置は沸騰冷却強制風冷方式を採用する。IGBT素子を使用した3レベルPWM方式コンバータ＋3レベルPWM方式インバータで構成されている。
補機類や計器類の電源を供給する補助電源装置は、容量150kVAの静止形インバータ（SIV）を搭載する。主変圧器の3次巻線を電源とし、交流100Vおよび直流100Vを供給する。なお、直流区間では静止形インバータ内部のインバータ部から供給される三相交流440Vを降圧・整流することで補機類の電源としている。また、1両に2基の補助電源装置を搭載することで、運転中での冗長性を確保している。
主電動機（FMT4）は、1時間定格出力565kWのかご形三相誘導電動機を搭載する。ED75形やED79形で行われていた重連運用解消のために、短時間出力を4,520kWに設定しているが、地上設備などとの兼ね合いから制御ソフトウェアにより通常は直流区間では3,400kW程度、交流区間では4,000kW程度で運用される。なお、関門間及び鹿児島本線の運用では、22‰上り勾配での起動を含む1,300t貨物列車の牽引が可能な出力性能が必要で、門司機関区配属機はソフトウェアの変更が行われている。
台車はEF210形量産車と同形式の軸梁式ボルスタレス台車を装着する。台車形式は1エンド側からFD7F、FD7G、FD7H、FD7Iとなっており、ヨーダンパを備える。
集電装置は、PS22E形下枠交差式パンタグラフを2基搭載する。
制動方式は単機に発電ブレーキ併用電気指令式ブレーキ、編成に電磁自動空気ブレーキを採用しており、発電ブレーキを停止と抑速の際に使用する。
空気ブレーキなどで使用される圧縮空気を供給する電動空気圧縮機は、FMH3015-FTC2000形を2基搭載する。
電動機などの冷却に使用する電動送風機は、FMH3016A-FFK16形を搭載する。

## 形態区分

### 試作機（901号機）

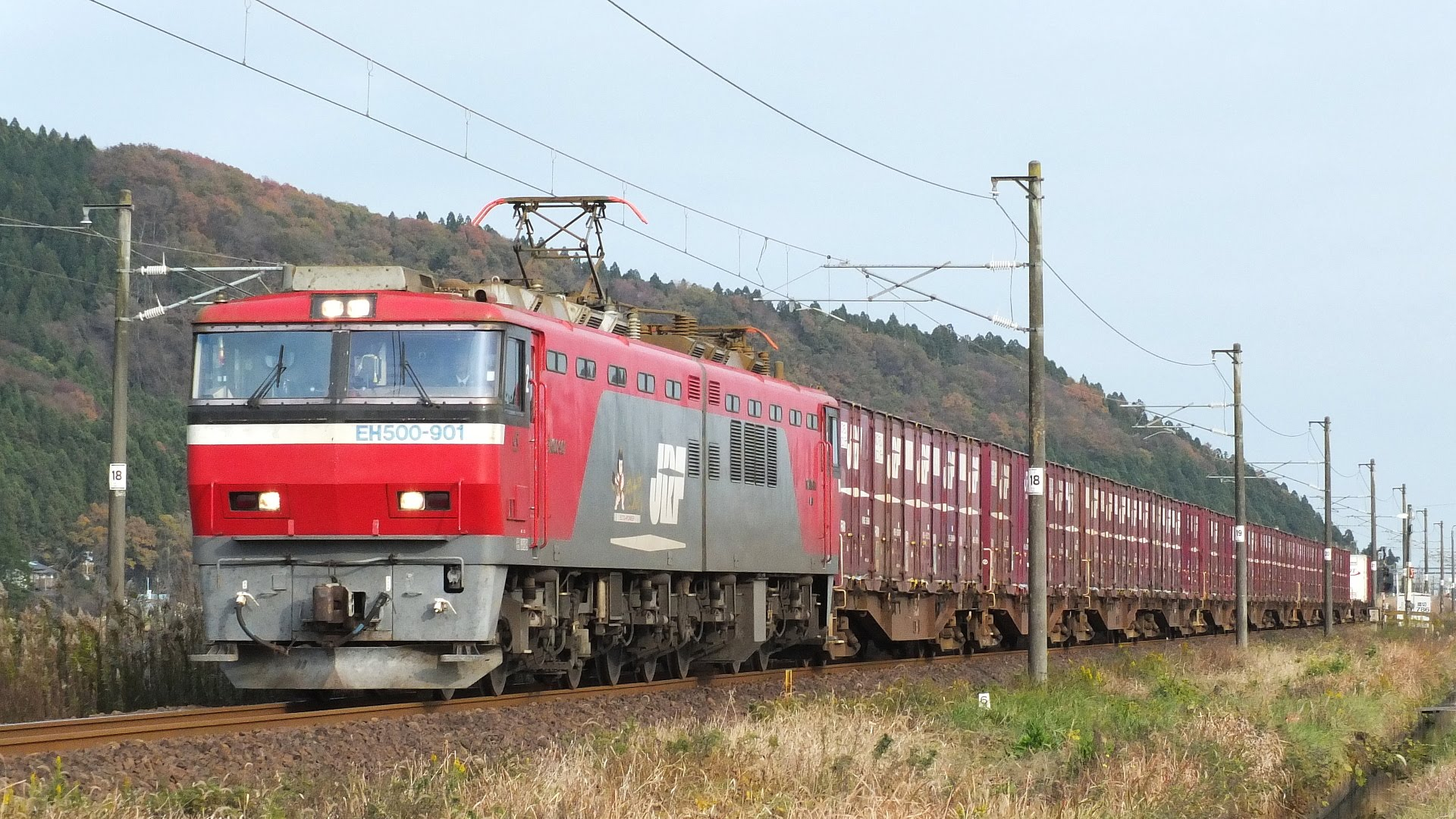
EH500-901
（2015年11月22日 東北本線岩沼駅 - 槻木駅間）

1997年東芝府中工場で落成、同社が国内向けに交直流電気機関車を大量（6両以上）生産するのは初めて。1998年3月にJR貨物に車籍編入し長町機関区（廃止）に新製配置され、各種試験に供された。1999年8月の仙台総合鉄道部完成に伴い、同所に転属した。
クリーム色の前面帯は正面窓直下、形式番号表示部にあり、幅は量産車に比べ細い。前照灯は正面下部に設置され、正面窓の傾斜角も量産車とは異なる。車体側面のルーバーは量産車に比べ小型で、採光窓は片側5組（×2車体）と量産車に比べ多い。また、車体横の製造メーカーの銘板は本機のみローマ字表記の「TOSHIBA」となっており、銘板の取り付け位置も量産車と異なる。量産車は漢字で「東芝」と表記されている。
搭載機器についても量産車と差異があり、主変圧器は容量5,141kVAのものを1基、補助電源装置は140kVAのものを2基搭載する。台車は基本的に量産車と同等であるが、形式は1エンド側からFD7A、FD7B、FD7C、FD7Dとなっている。「ECO-POWER 金太郎」のロゴマークは量産車と異なり、片方のJRFロゴの横につけられている。なお、落成時にこのマークはつけられていなかった。

### 1次形（1, 2号機）

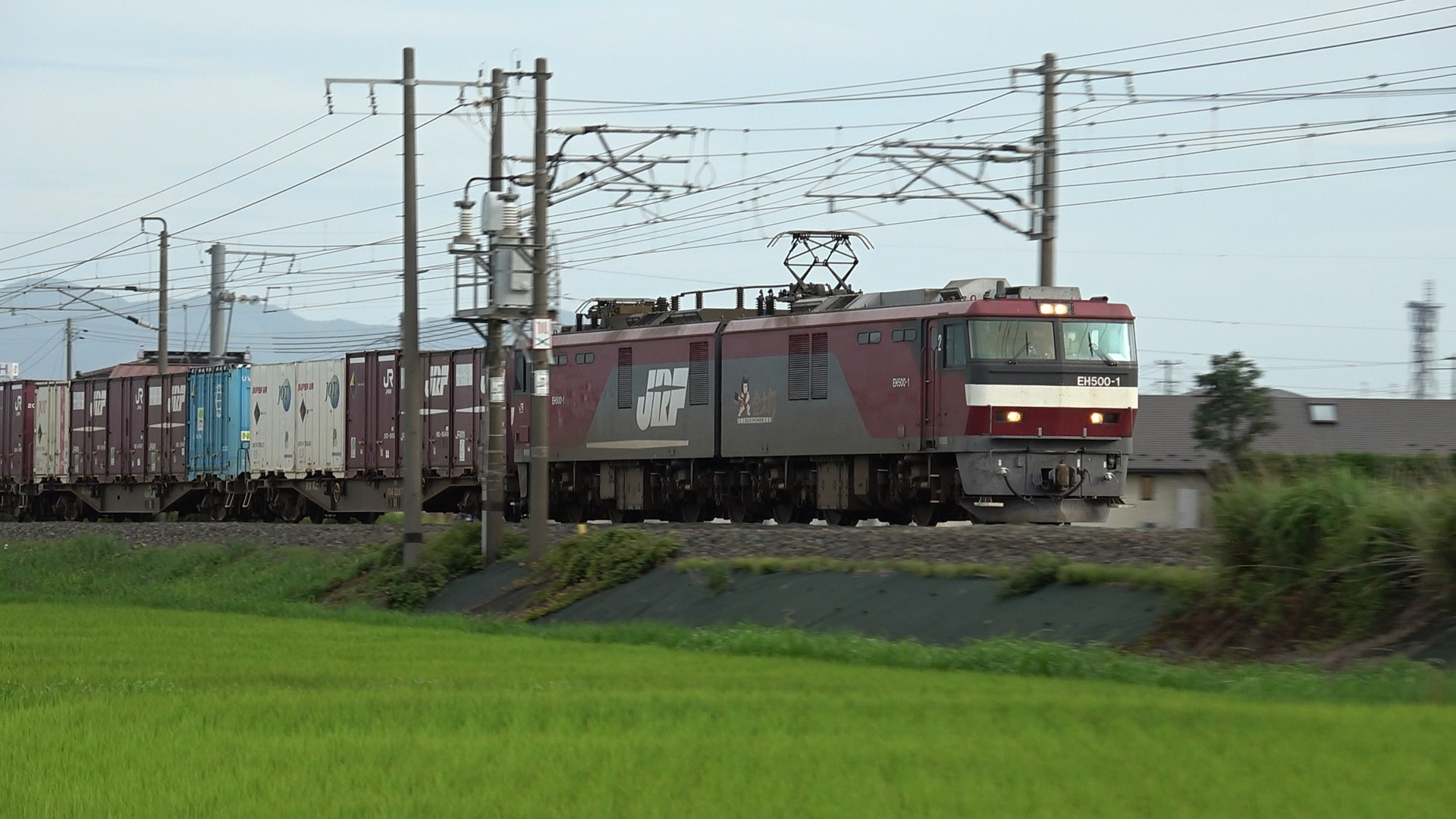
EH500-1
2025年7月17日 東北本線水沢駅-金ヶ崎駅間

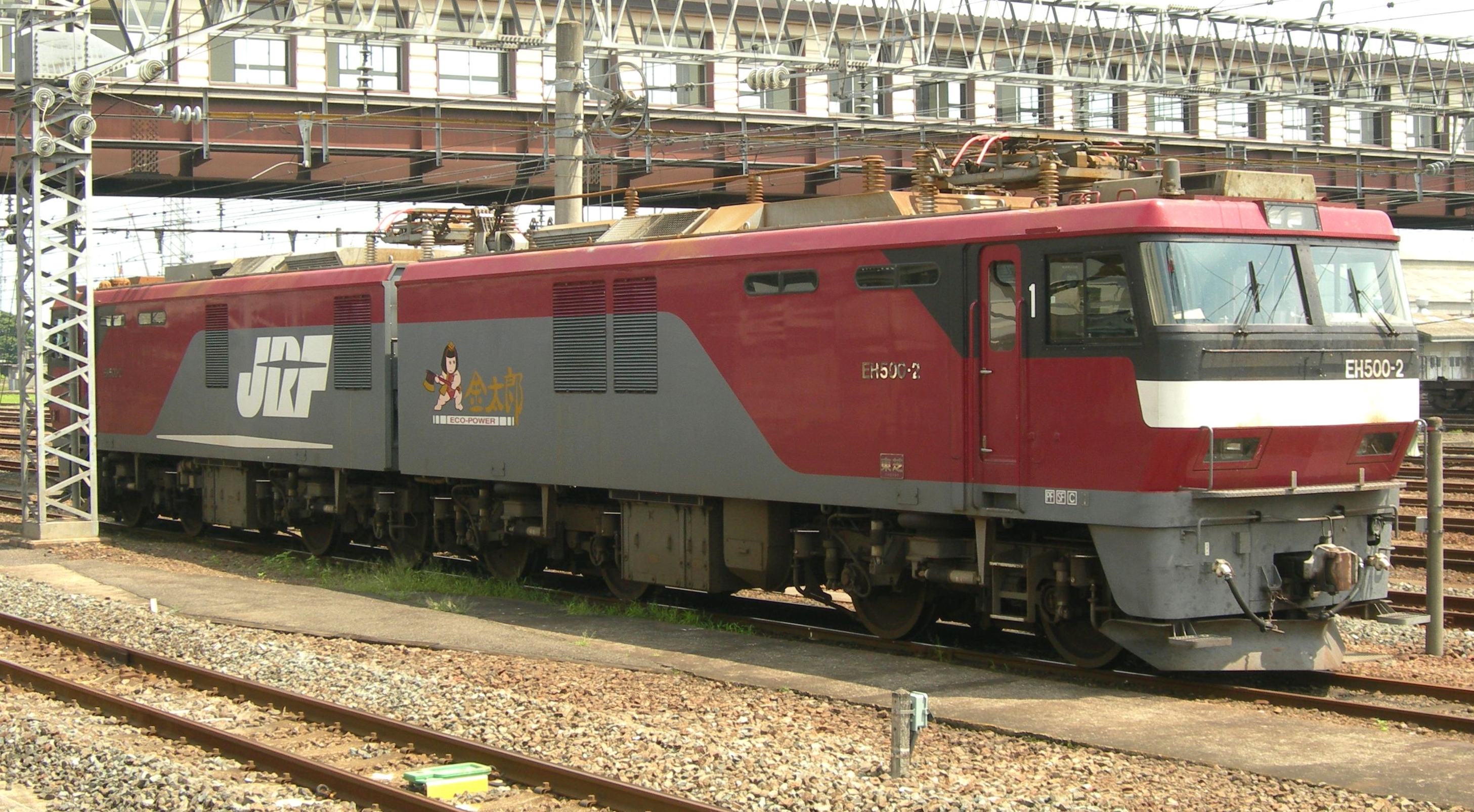
EH500-2
2011年8月8日 東北本線郡山駅

901号機の試験成績を踏まえて製造された量産先行機で、2000年3月に製造された。
試作機では1基のみ搭載の主変圧器を各車体に1基、計2基搭載するなど内部機器配置の変更がなされた。車体側面のルーバーは天地寸法が拡大され、採光窓は片側2組（×2車体）となった。外部塗色は赤紫寄りに変更、前面帯は形式番号直下に移され、若干太くなった。901号機と同様に、落成時には「ECO-POWER 金太郎」のマークはつけられていなかった。

### 2次形（3 - 9号機）

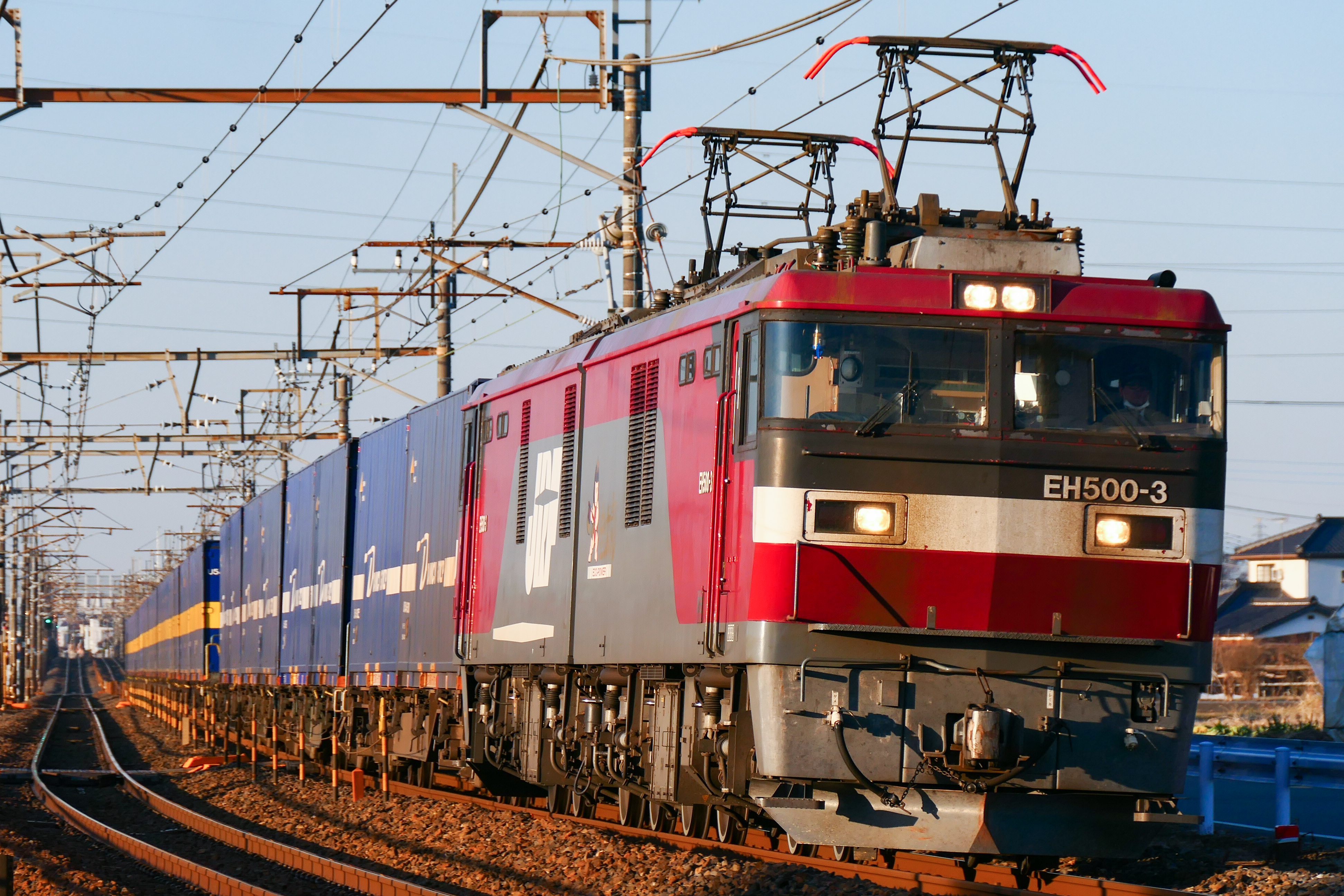
EH500-3
2023年2月28日
東北本線野木駅-間々田駅間

2000年3月から2001年1月まで製造された。
前照灯を着雪による照度低下の対策として上方（前面帯部）に移設した。製造途中に愛称・ロゴマークが一般公募により決定され、以降の新製機は「ECO-POWER 金太郎」のロゴマークを車体側面に施して出場した（既存機にも順次施工された）。

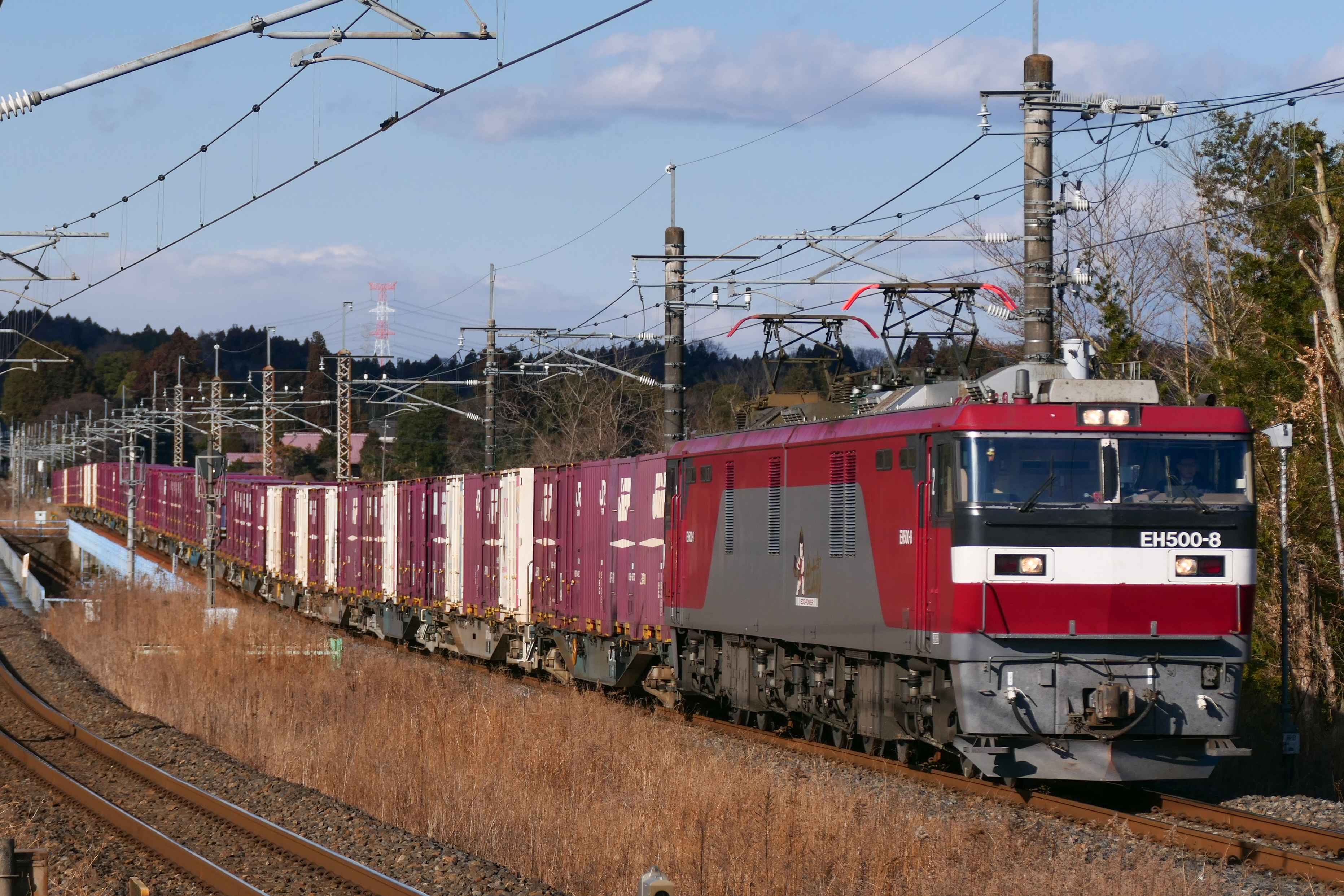
JRFマークが撤去されたEH500-8
2022年2月11日
東北本線片岡駅-蒲須坂駅間

### 3次形（10号機 - 81号機）
2001年8月から2013年まで製造された。

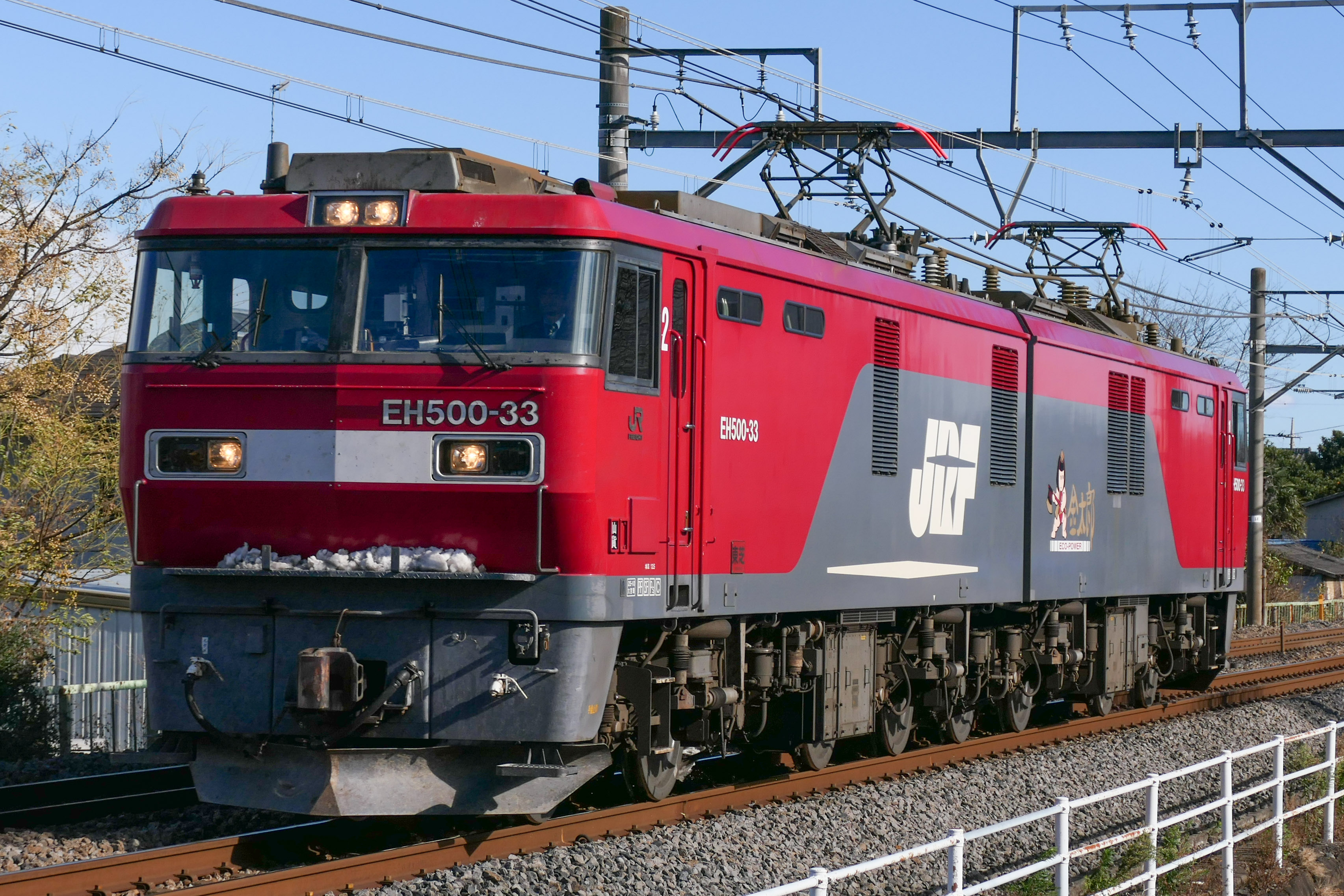
EH500-33
2020年11月12日
高崎線 深谷駅-岡部駅間

車体塗色を明るめの赤に変更し、運転台周りの黒色塗装は窓枠部のみに縮小。前面帯は側面に回りこまず、前照灯外縁で切れる。
15号機から前照灯のカバーの形状が変わり、白線がわずかに細くなったほか、更に73号機から後尾灯が電球式からLED式に変更された。これは後尾灯の色で判別できる。また製造途中からGPSアンテナ（列車位置検知装置）が追加装備され、既存機にも順次装備された。一部の車両（45 - 50、67 - 72）は関門トンネル用としてJR貨物門司機関区に配置され、ATC-LとATS-PF は装備しない。

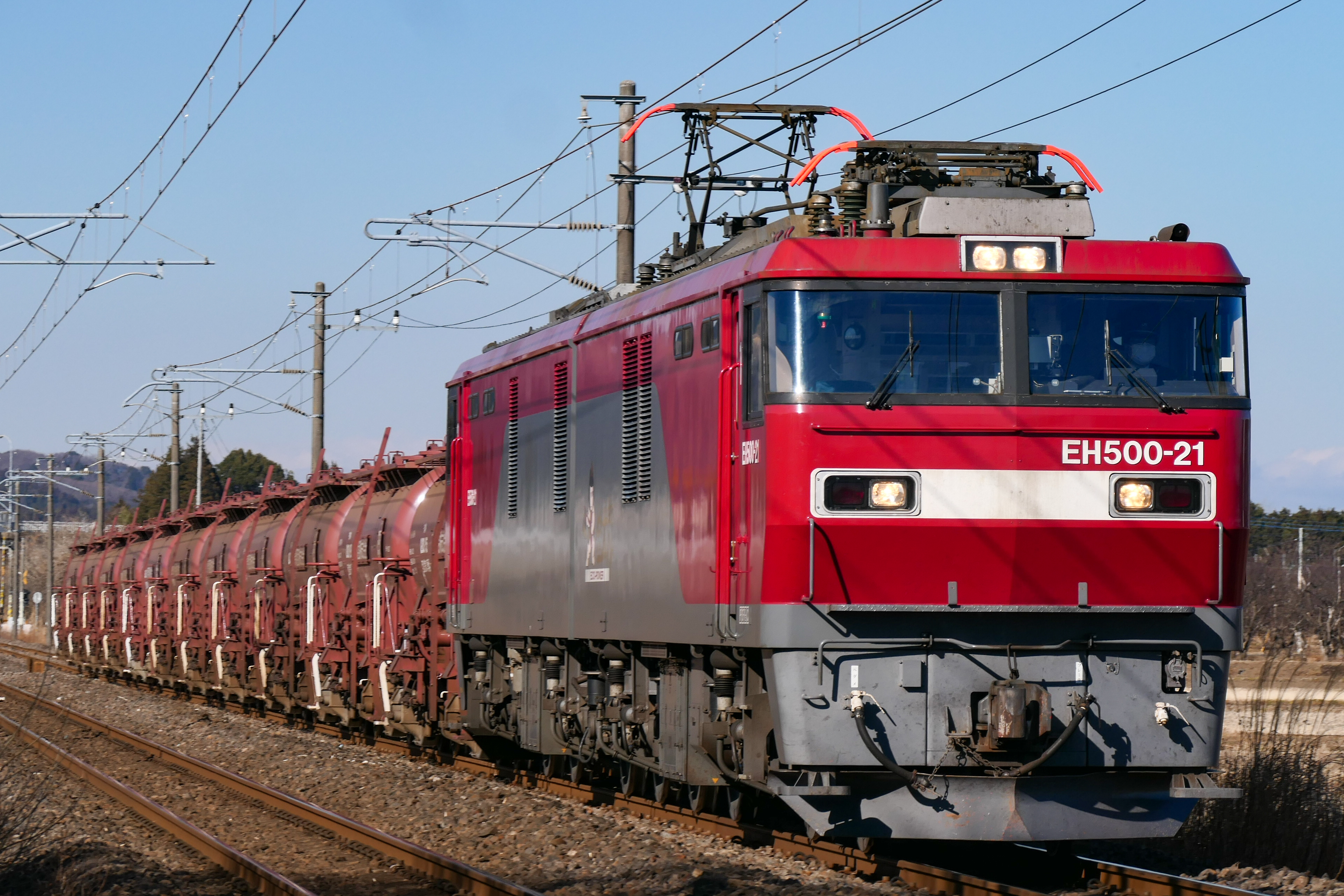
側面のJRFマークが撤去されたEH500-21 2022年1月22日 常磐線 岩間駅-羽鳥駅間
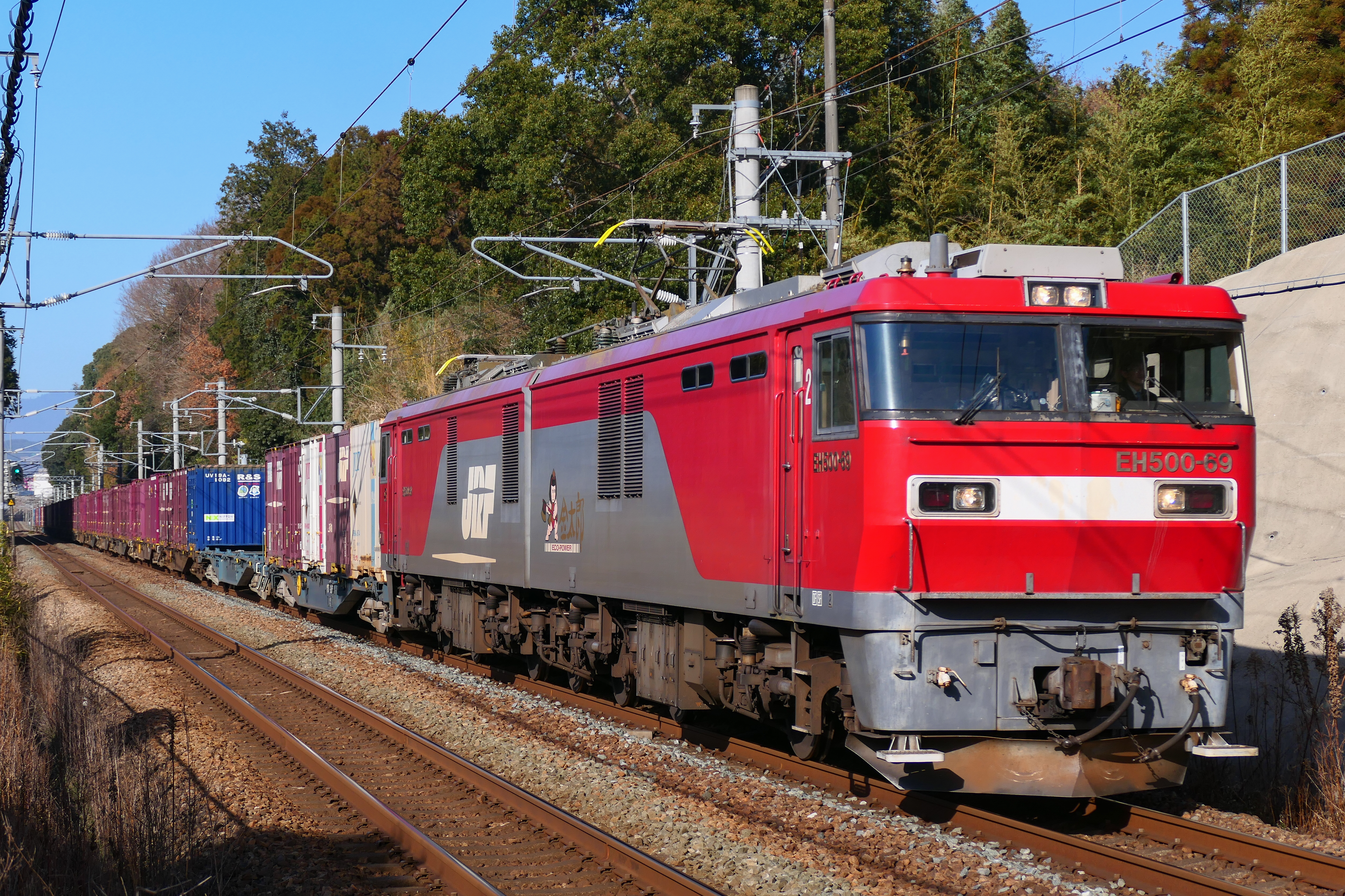
門司機関区所属のEH500-69 2023年1月8日 鹿児島本線 天拝山駅-原田駅間
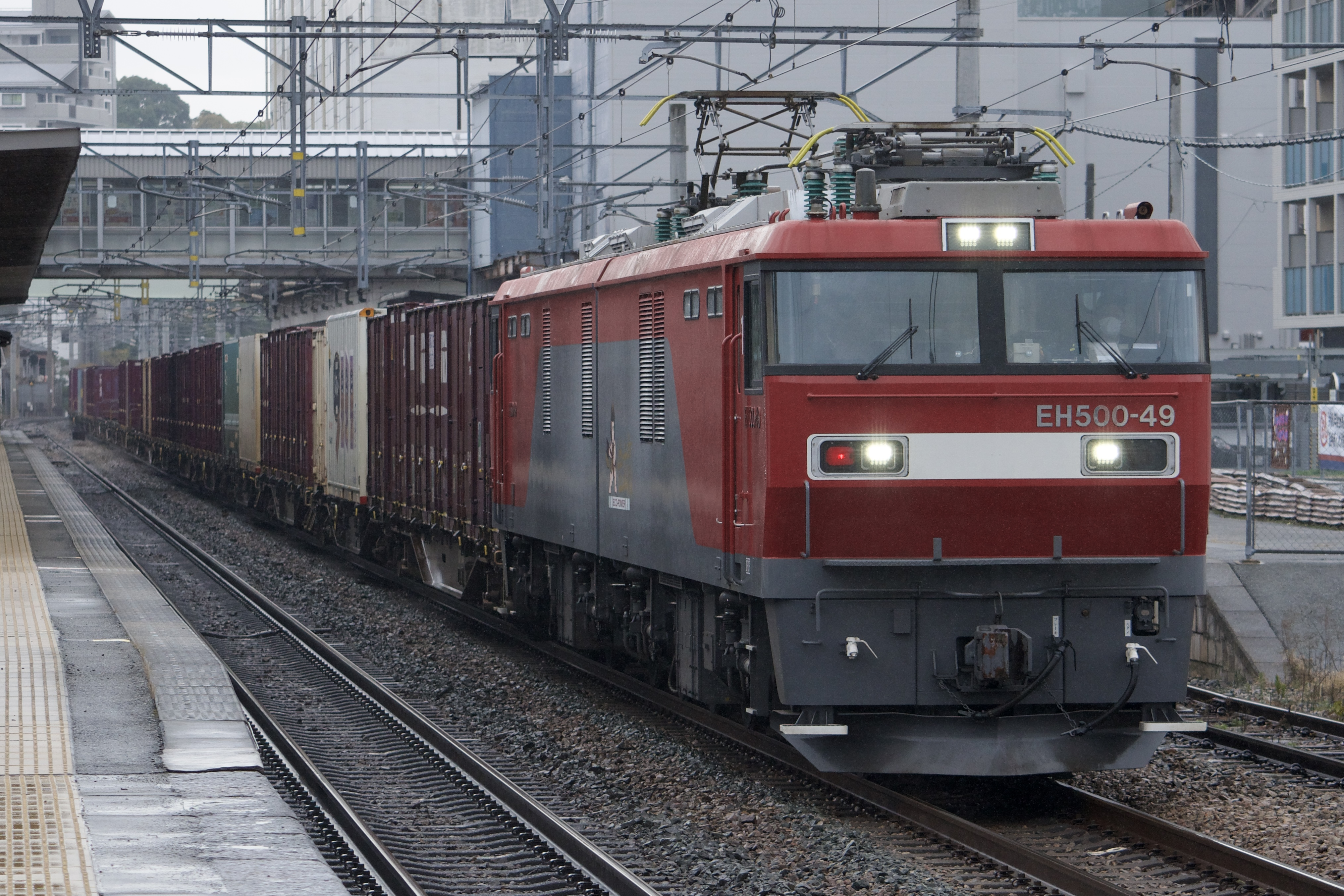
門司機関区所属のEH500-49は同形式内で唯一前照灯がLEDとなっている 2024年12月21日 鹿児島本線 香椎駅
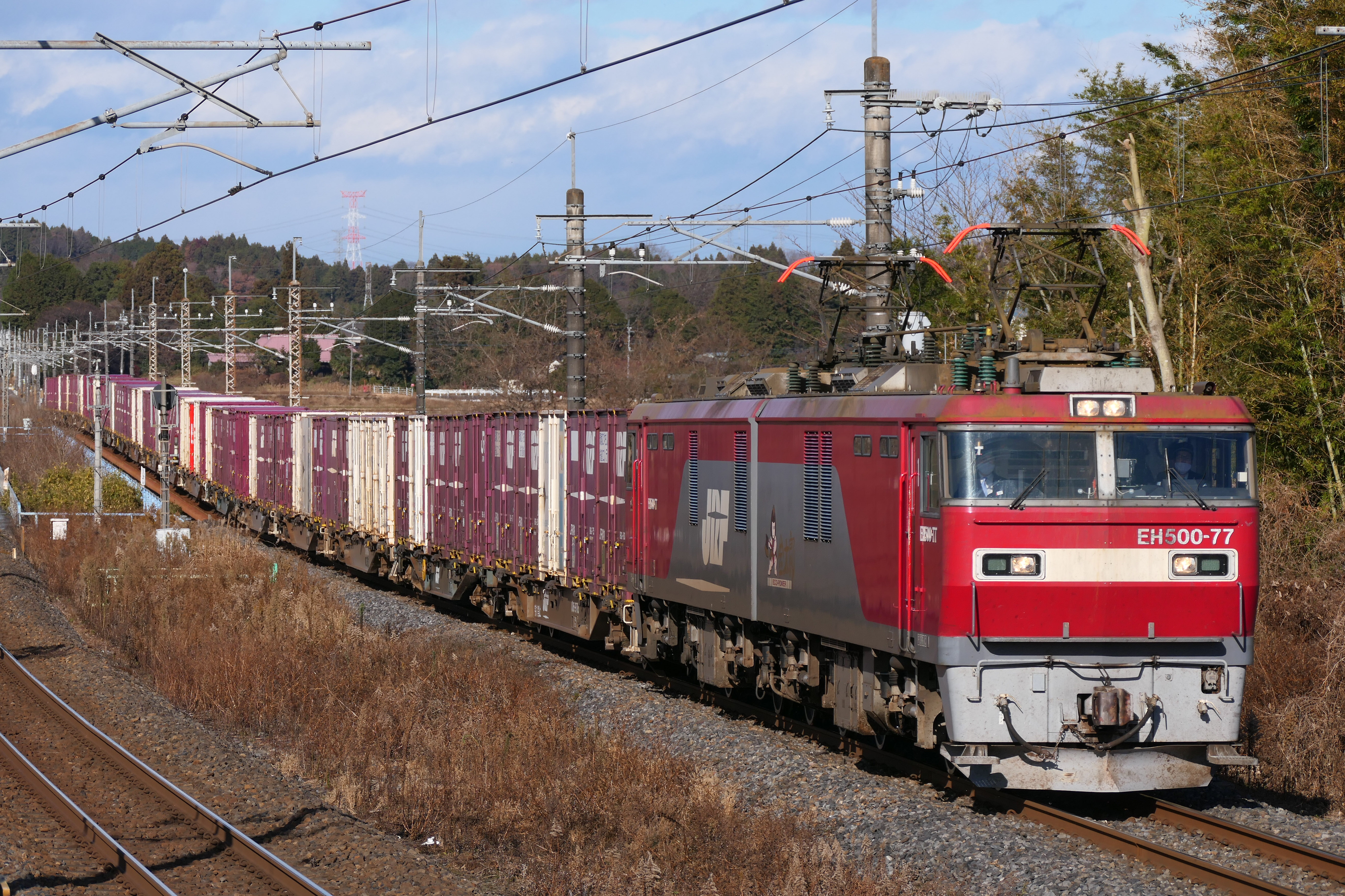
クリアテールとなっているEH500-77 2020年12月24日 東北本線 片岡駅-蒲須坂駅間
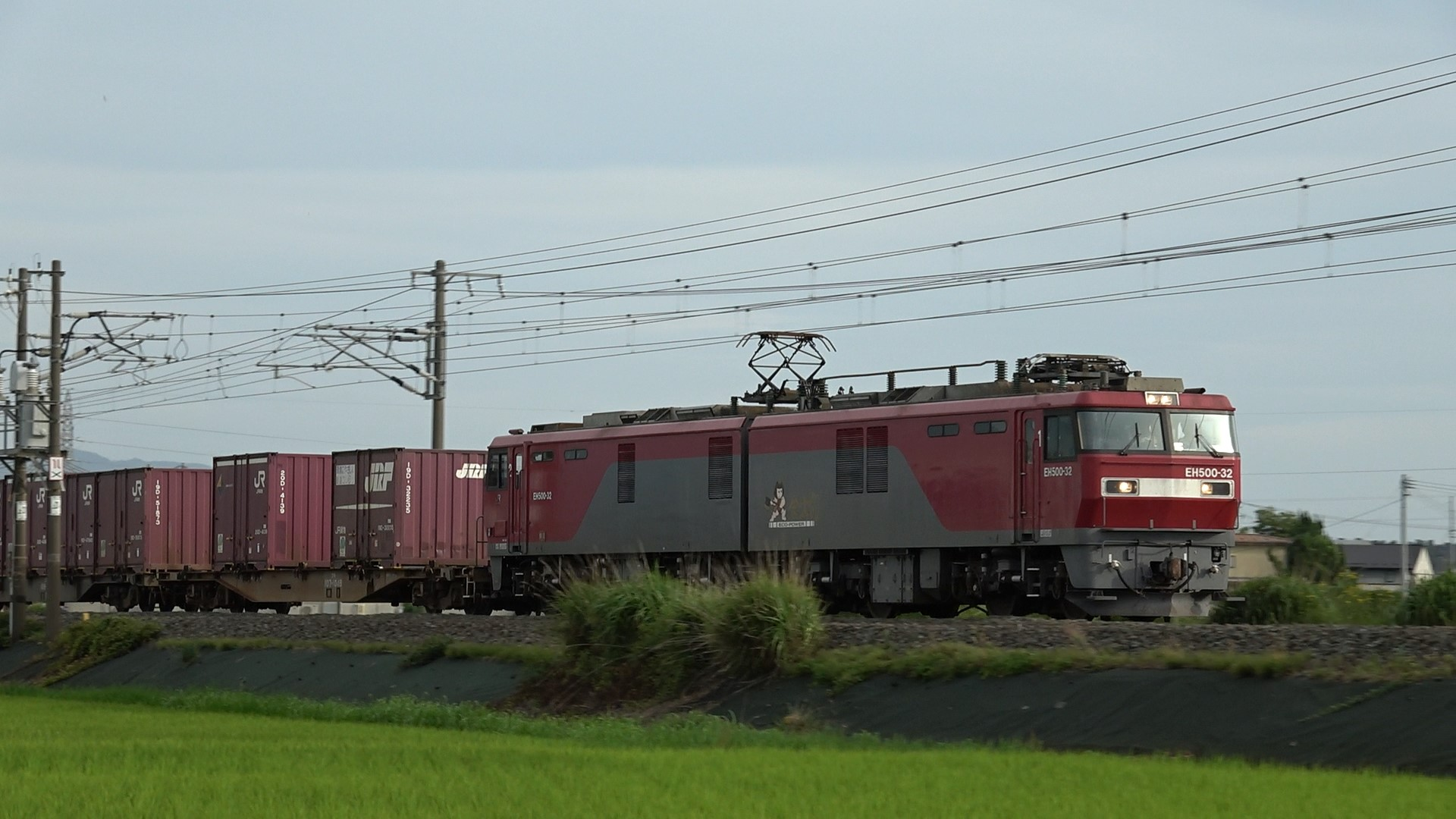
JRFマーク撤去後のEH500-32 2025年7月17日 東北本線 水沢駅-金ヶ崎駅間
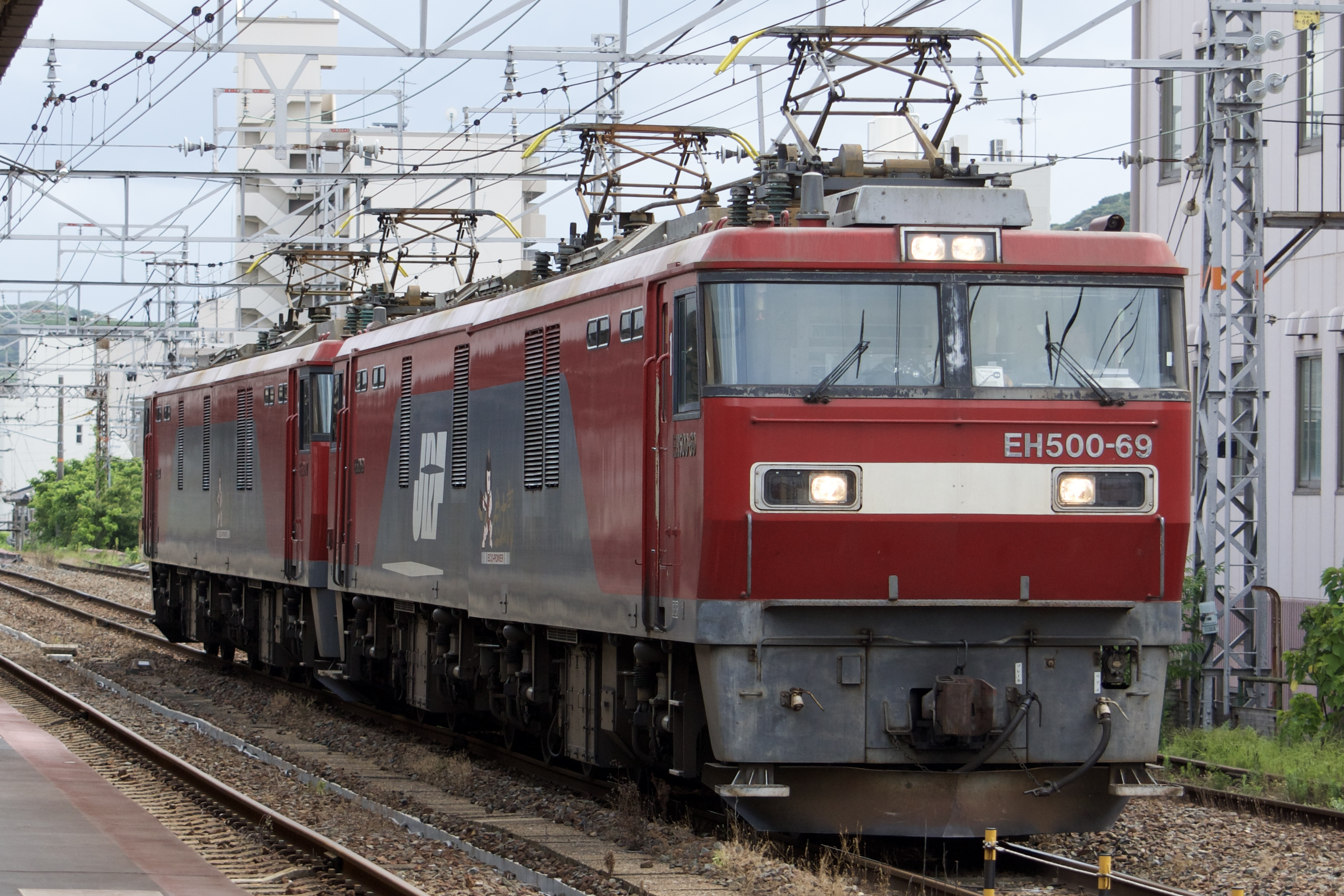
JRFマーク有り(69号機)とJRFマーク無し(47号機)の重連 2025年7月19日 山陽本線　下関駅

## 現況・動向
2021年12月時点で、仙台総合鉄道部に901・1 - 44・51 - 64・74 - 81の67両、門司機関区に45 - 50・65 - 73の15両が所属しており、全82両が東芝製。
製造実績は2006年度が10両、2007年度が9両、2008年度が3両、2009年度が4両、2010年度が6両。2010年度の6両は山陽・鹿児島線への追加投入用とされ、関門トンネル区間で従前から使用されてきたEF81形を順次置き換えた。
主送風機（MMBM）・発電ブレーキの抵抗送風機から発生する風切り音はかなり大きく、走行音だけで本形式は容易に判別できるほどで、以後製造されたEH200形などに低騒音形の送風機を採用する契機となった。
最近では各車にヘッドマークステー（取付け台）を設置していたが、2009年10月以降から撤去されている。
3電源対応の機関車であるが、日本海縦貫線は秋田以北のみの運用である。
2017年12月5日には、30号機がJR各社発足30周年記念ツアーにて、上野駅→東仙台信号場間を寝台特急「カシオペア」用のE26系客車を牽引する運用に就いた。
仙台総合鉄道部
首都圏 - 北海道連絡の高速貨物列車を主体に運用されており、主に隅田川駅・新鶴見信号場 - 青森信号場間、越谷貨物ターミナル駅 - 青森信号場間で直通運用される。このほか、隅田川駅・新鶴見信号場駅 - 仙台貨物ターミナル駅間の首都圏 - 東北間の中距離直通運用もある。
一時期は運用区間の長さゆえ走行距離ごとの点検頻度が増え、稼働率低下の主因となっていた。そのうえ故障が多発して稼動車が不足し、一度運用を外れたED75形を整備の上で復帰させて稼動車を充足した時期もあった。その後は走行距離を抑え最小限の車両数で運用するため、本形式の運用を東北本線黒磯駅以北の交流区間のみに限定させ、黒磯駅以南の直流区間は東海道・山陽本線系統のEF210形などの直流電気機関車が継走する運行形態が多かった。
2011年3月11日に発生した東北地方太平洋沖地震（東日本大震災）は本形式の運用に著しい影響を及ぼした。仙台所属の試作機901号機が罹災したほか、東北本線の不通に伴い被災地への物資迂回輸送対応として設定された石油輸送臨時列車（根岸駅 - 盛岡貨物ターミナル駅間、上越線・信越本線・羽越本線・奥羽本線経由）には、同年3月18日の運転開始時から一部区間で牽引に充当された。同年4月末からは、一部車両の側面に復興メッセージをデザインした大型ステッカーを貼付している。
2013年3月16日のダイヤ改正からは、JR東日本田端運転所所属のEF510形500番台を置き換える形で、常磐線貨物の間合い運用が設定された。
2014年頃からATS-Psの搭載が順次行われている。
2016年3月の改正で北海道新幹線が新函館北斗駅まで開業したことにより、青函トンネル区間が新幹線対応の交流25,000Vに昇圧されることや保安装置の関係から、この区間の運用はEH800形に全て変更され、本機による運用の北限は青森までに短縮された。それに伴い運用に余裕ができ、秋田貨物駅や東海道線の相模貨物駅への乗り入れを開始した。
門司機関区
2007年から本形式が配置され、関門トンネル区間（幡生操車場 - 北九州貨物ターミナル駅間）での運用を開始した。2011年には北九州貨物ターミナル駅 - 福岡貨物ターミナル駅間の輸送力増強事業が完了したことに伴い、幡生操車場 - 福岡貨物ターミナル駅間へと運用範囲も拡大されている。本形式の本格運用およびターミナル駅の改良や鹿児島本線内の待避線増強とあわせて2011年より東京貨物ターミナル駅 - 福岡貨物ターミナル駅間で従来不可能だった1,300 t 貨物列車の直通運行が可能となった。なお、門司機関区所属の本形式は九州内および関門トンネル区間の運用にのみ充当されており、幡生操車場以東はEF210形などが継走する形態を取る。
配置にあたっては、本格運用前に2004年4月に25号機が、6月に27号機が運用試験に供されている。これは、同区間における1,300 t 貨物列車の運行開始と、EF81形電気機関車（300・400番台）の置換えを念頭に実施されたものであった。本来、本形式は3電源対応（直流・交流50 Hz / 60 Hz）として設計されており広汎な運用が可能だが、東北 - 北海道連絡系統以外で本格的に運用されたのは門司車が初めて。
仙貨車とは異なり、保安装置は当初ATS-SFのみ搭載していたが、2015年頃からATS-DFを追加搭載するようになった。
2019年4月8日には仙台総合鉄道部所属の65号機が門司機関区に転属し、2日後の10日には遠賀川 - 幡生操車場間にて試運転を行い運用入りしている。65号機が転属したことにより、門司車の本形式は13機体制となった。